# Asura parallina
Asura parallina är en fjärilsart som beskrevs av George Francis Hampson 1894. Asura parallina ingår i släktet Asura och familjen björnspinnare. Inga underarter finns listade i Catalogue of Life.